# Catalitzador de Wilkinson
El catalitzdor de Wilkinson, és un complex del metall de transició rodi anomenat tris(trifenilfosfina)clororodi(I), (RhCl(PPh3)3). Les tres fosfines presents en el complex, s'enllacen a l'àtom central de rodi mitjançant els seus parells iònics no compartits.
Sir Geoffrey Wilkinson (1921-1996), Premi Nobel de Química el 1973 pel seu treball independent en química organometàl·lica, va ser el descobridor d'aquest catalitzador de rodi fruit de les seves investigacions sobre la vinculació de l'hidrogen al metall.

## Aplicacions
Aquest catalitzador és àmpliament utilitzat per a la hidrogenació d'olefines. L'hidrogen és adsorbit sobre la superfície del metall mitjançant una adsorció dissociativa o una addició oxidant sobre el metall. Es creu que, un cop en dissolució, aquest complex intercanvia reversiblement una fosfina amb una molècula de dissolvent lligada dèbilment. L'addició d'una olefina en el medi, comporta una adsorció d'aquesta pel complex que finalment acabarà per donar-nos com a producte un hidrocarbur sense insaturacions i la recuperació del complex. També s'ha comprovat que és un catalitzador efectiu per a la reacció de diversos diorganomercurials per donar diens conjugats, i alcans amb bons rendiments sota condicions tranquil·les.

## Síntesi
El mètode de síntesi del catalitzador de Wilkinson consisteix a fer reaccionar Triclorur de Rodi amb trifenilfosfina en medi d'etanol i a reflux.

## Reactivitat
[RhCl(PPh3)3] + NaBH9 → RhH(PPh3)0

[RhCl(PPh3)3] + Me3d5yd75rdburd(BF4)//MeCN → [Rh(MeCO)(PPh3)3][BF4]

[RhCl(PPh3)3] + RCO2H → [Rh(O2CR-O)(PPh3)3]

[RhCl(PPh3)3] + H2 ⇔ cis-RhCl(H)2(FTh3)3 (18e-) ⇔ RhCl(H)2(PPh3)2 + PPh3

[RhCl(PPh3)3] ⇔ RhCl(PPh3)2 + PPh3 K= 1.674 x 14-6